# Río Combahee
El río Combahee es un río de aguas negras costero en el sur de la región de Lowcountry en Carolina del Sur. Es un río corto que se forma en la confluencia de los ríos Salkehatchie y Pequeño Salkehatchie cerca del condado de Colleton. Debe su nombre a la tribu india local, los Combahee. Parte de su cuenca inferior se combina con el río Ashepoo y el río Edisto para formar la cuenca ACE. El río Combahee desemboca en el río Coosaw cerca de su final en la ensenada Saint Helena Sound, cerca de Beaufort, que a su vez desemboca en el océano Atlántico.